# オワロン
オワロン （Oiron）は、フランス、ヌーヴェル＝アキテーヌ地域圏、ドゥー＝セーヴル県のコミューン。

## 地理
県北部にあり、ヴィエンヌ県とは、6kmにわたって流れるディーヴ川が境界となっている。オワロンの町はトゥアールの東南東10kmにある。

## 歴史
1972年12月4日発行の法令により1973年1月1日より、ビラゼ、ブリー、ノワゼが合併してオワロンとなった。1983年2月14日、ブリーが再び分離して単独のコミューンとなった。ビラゼとノワゼは準コミューン（fr）の地位を保持しており、オワロンの自治体協議会の席には、各コミューンの首長が座らなければならない。

## 人口統計
| 1975年 | 1982年 | 1990年 | 1999年 | 2008年 | 2009年 |
| ------ | ------ | ------ | ------ | ------ | ------ |
| 1317   | 1254   | 1009   | 946    | 956    | 957    |

参照元:1975年から1999年までは複数コミューンに住所登録をする者の重複分を除いたもの。それ以降は当該コミューンの人口統計によるもの。source = Insee : 1975-1999, 2008, 2009

## 史跡
- オワロン
  - オワロン城 - 16世紀。現代美術を展示する美術館となっている。フランス歴史文化財[4]。
  - サン・モーリス参事会教会 - 16世紀から17世紀。フランス歴史文化財[5]。

- ビラゼ
  - サント・ラドゴンド教会 - 12世紀のクワイヤを持つ

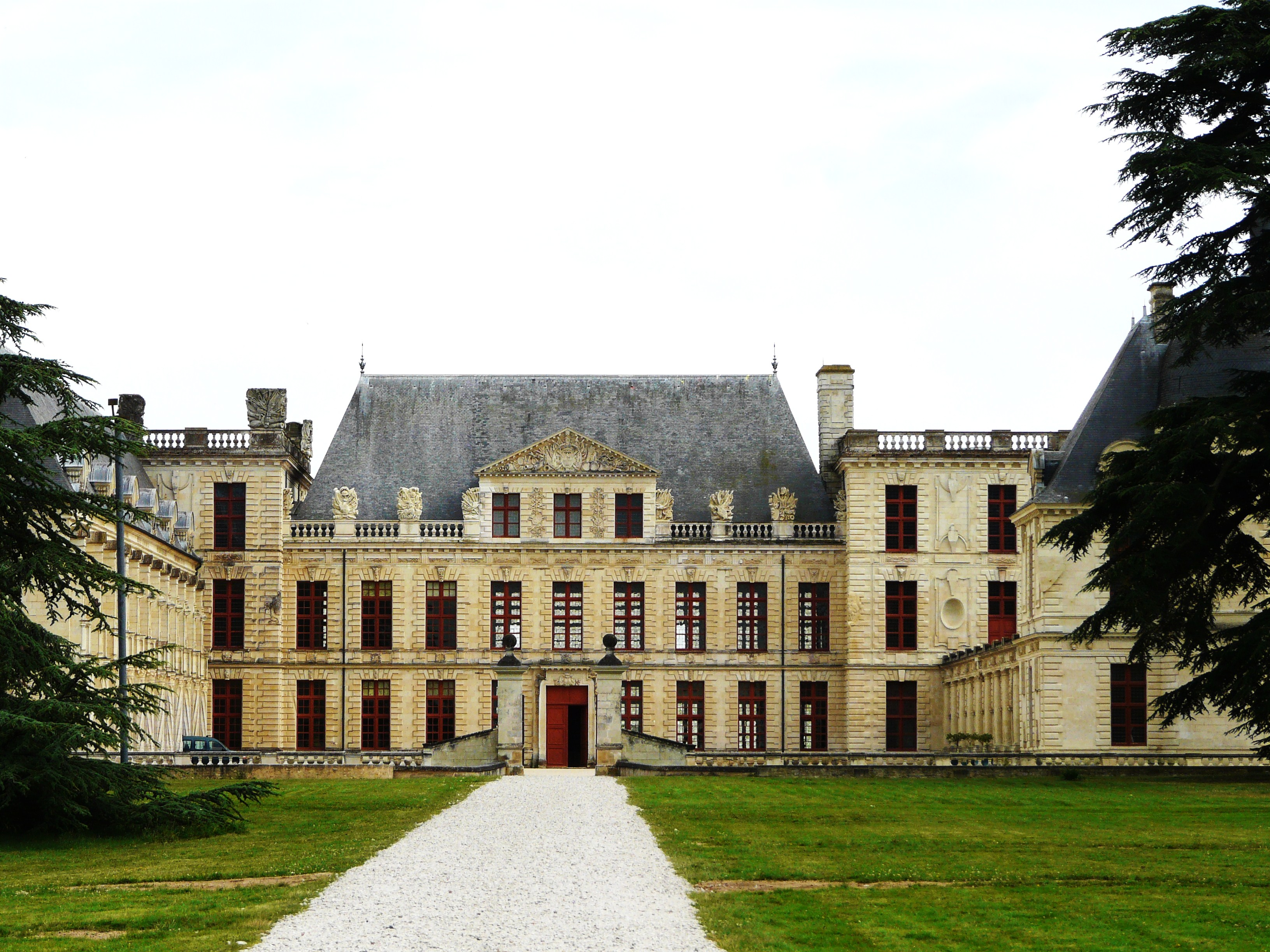
オワロン城ファサード
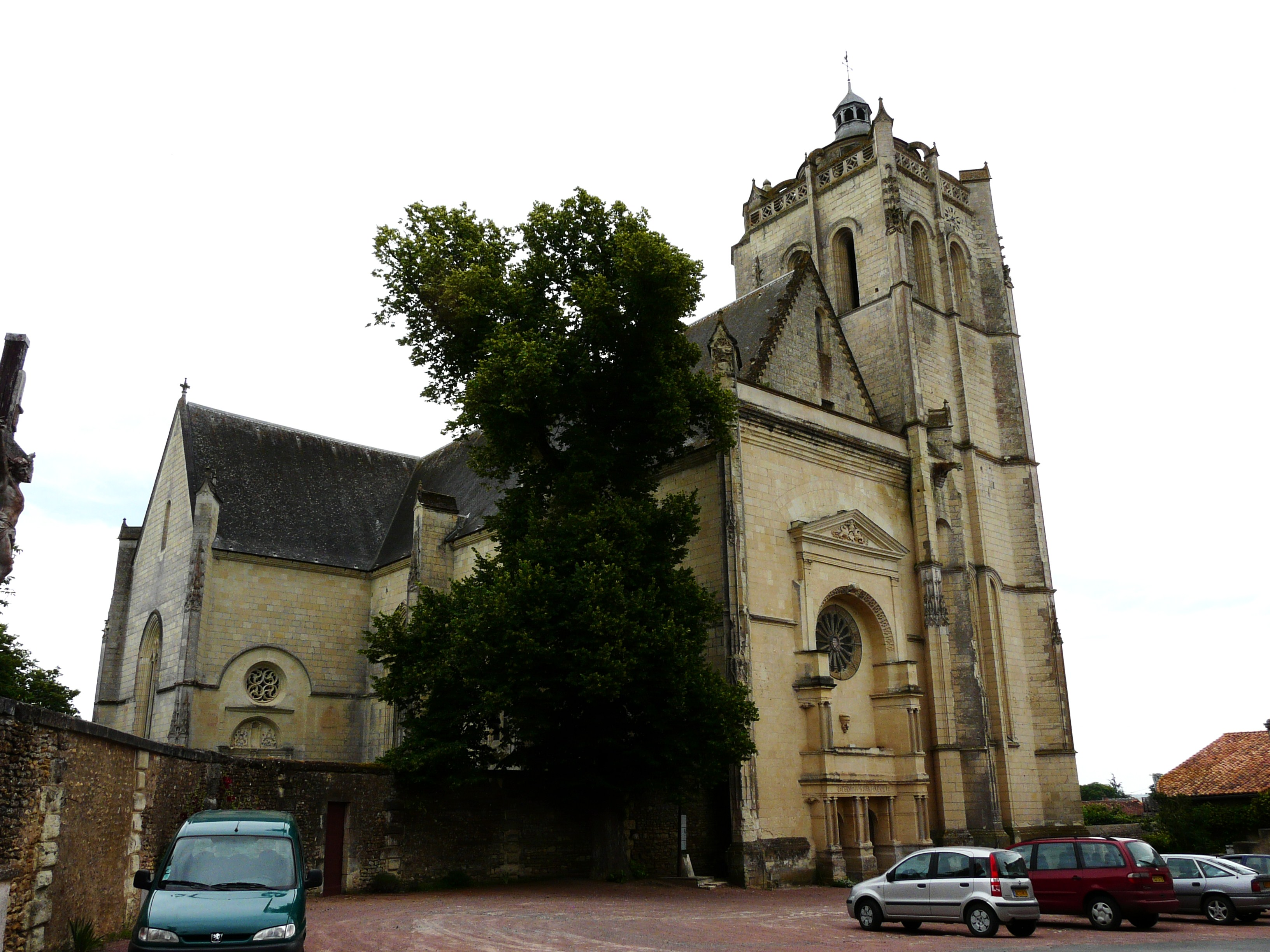
参事会教会
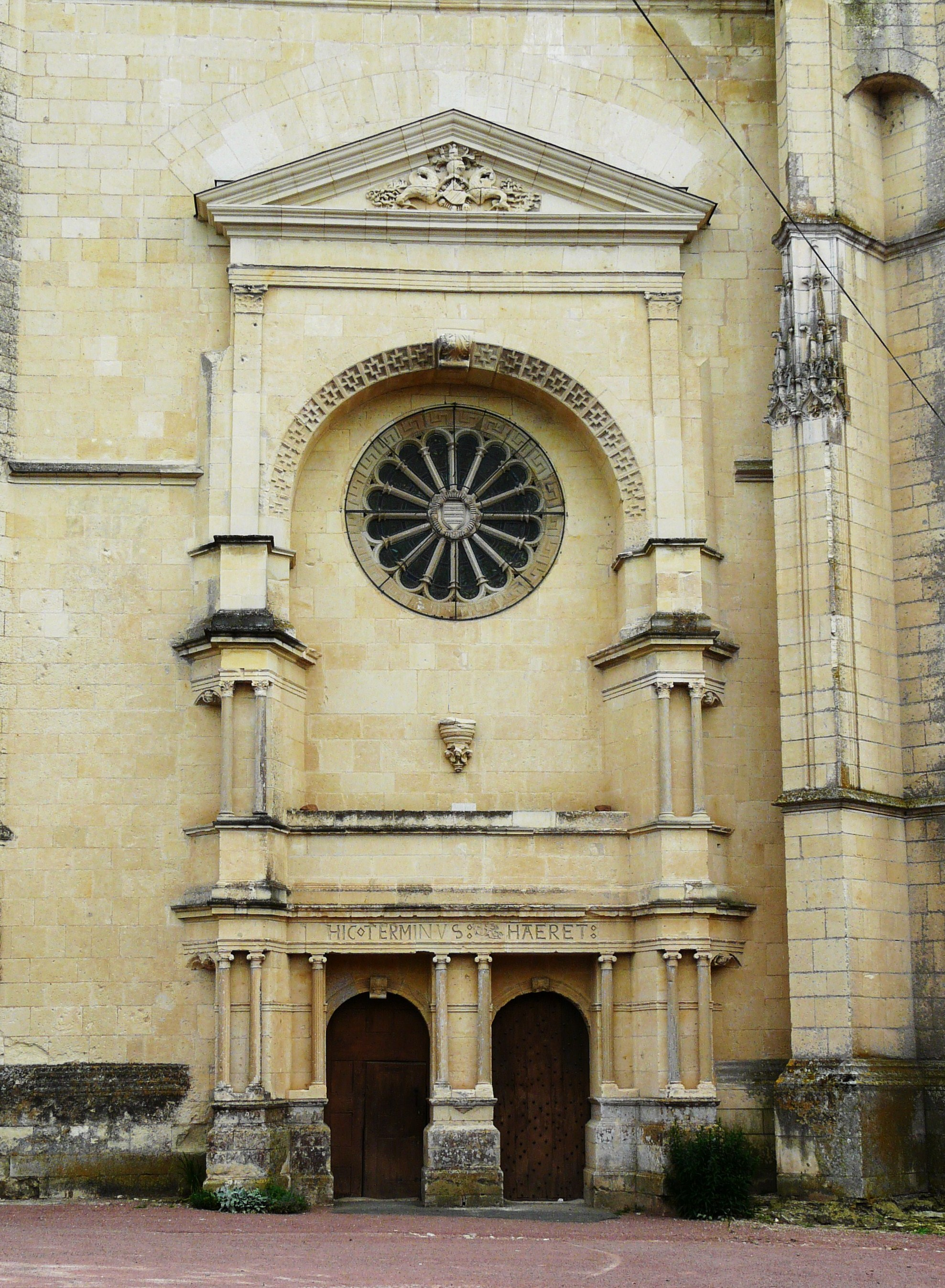
参事会教会フロントン

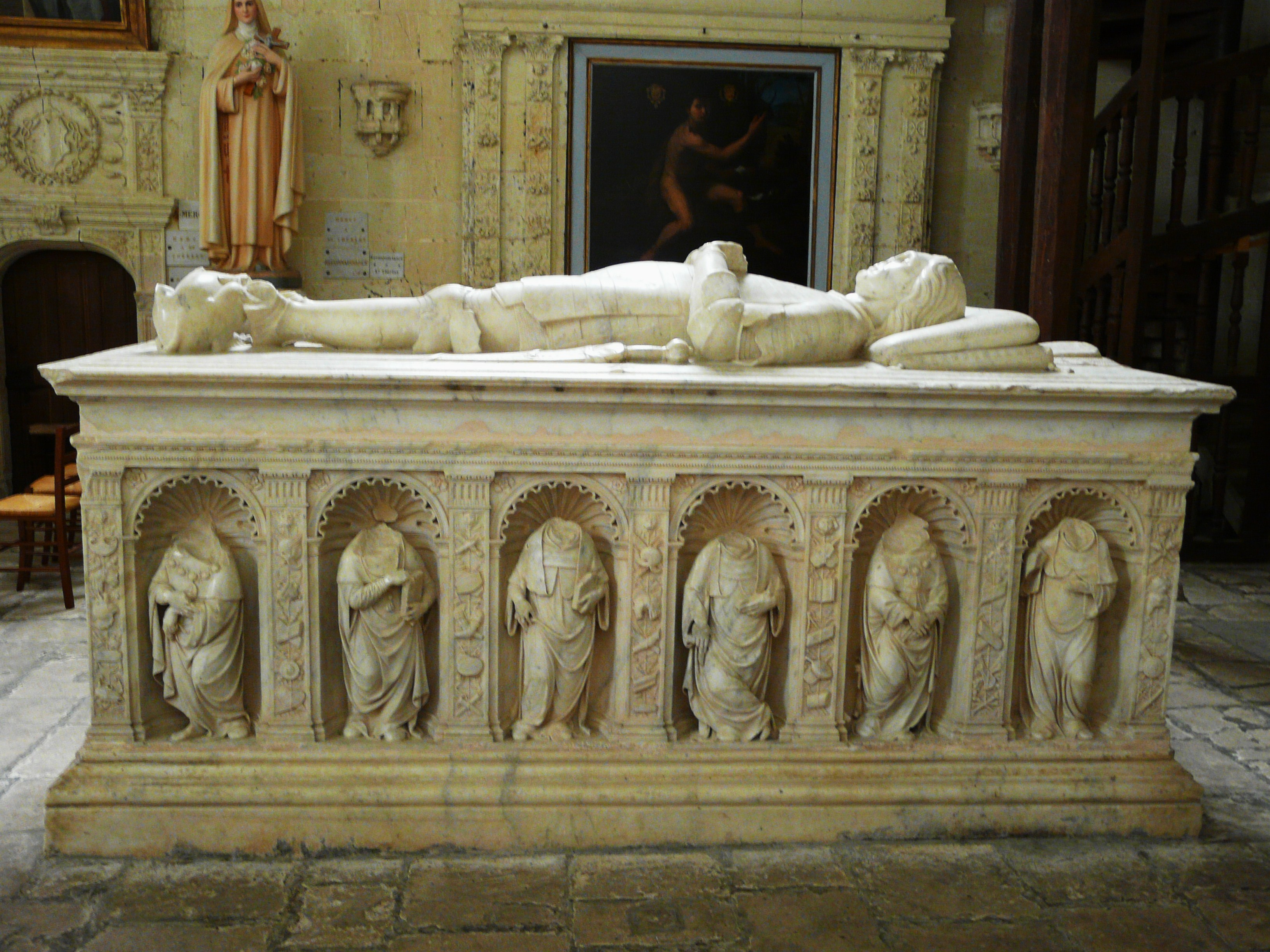
参事会教会内の横臥像
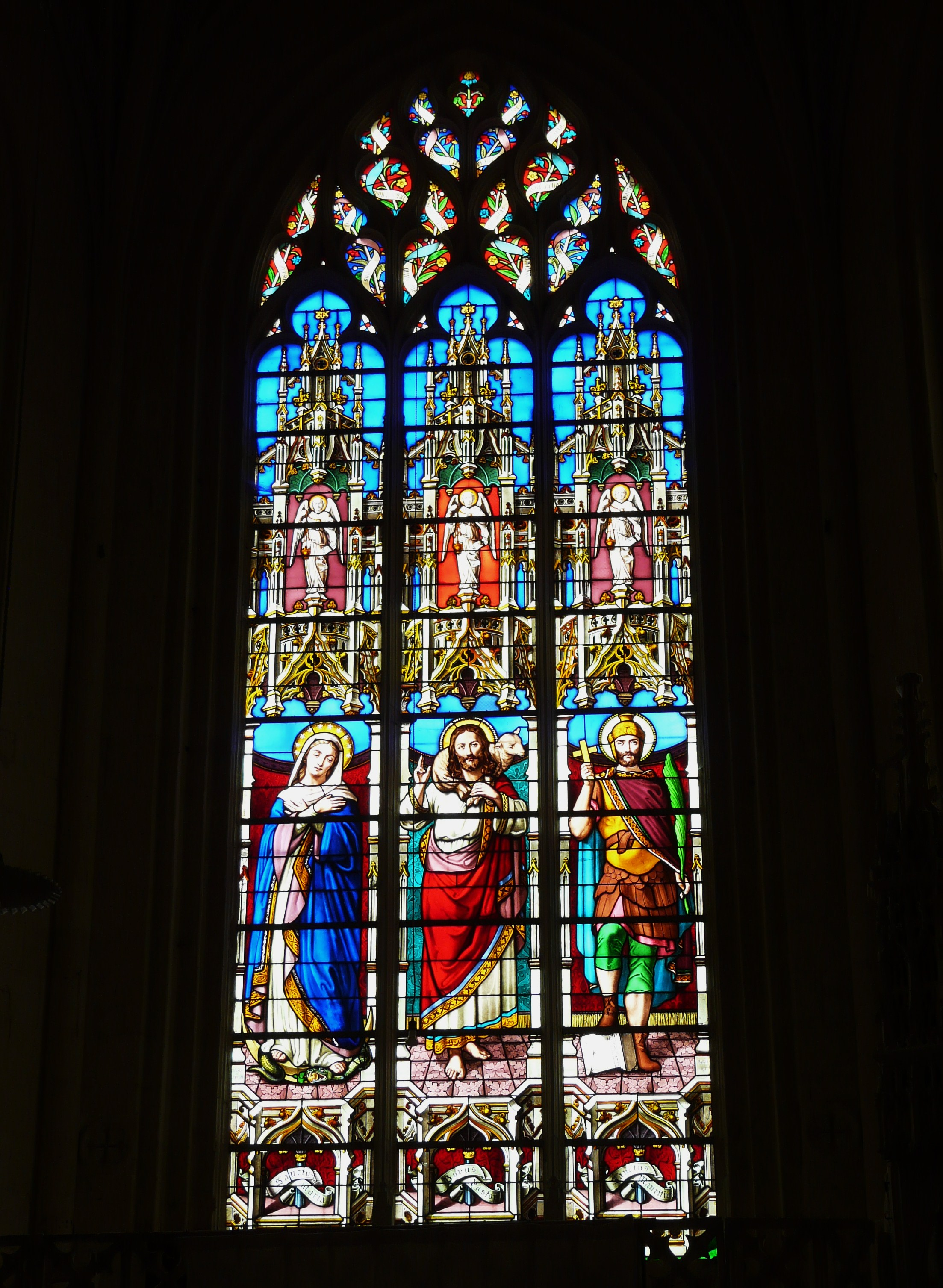
参事会教会クワイヤ
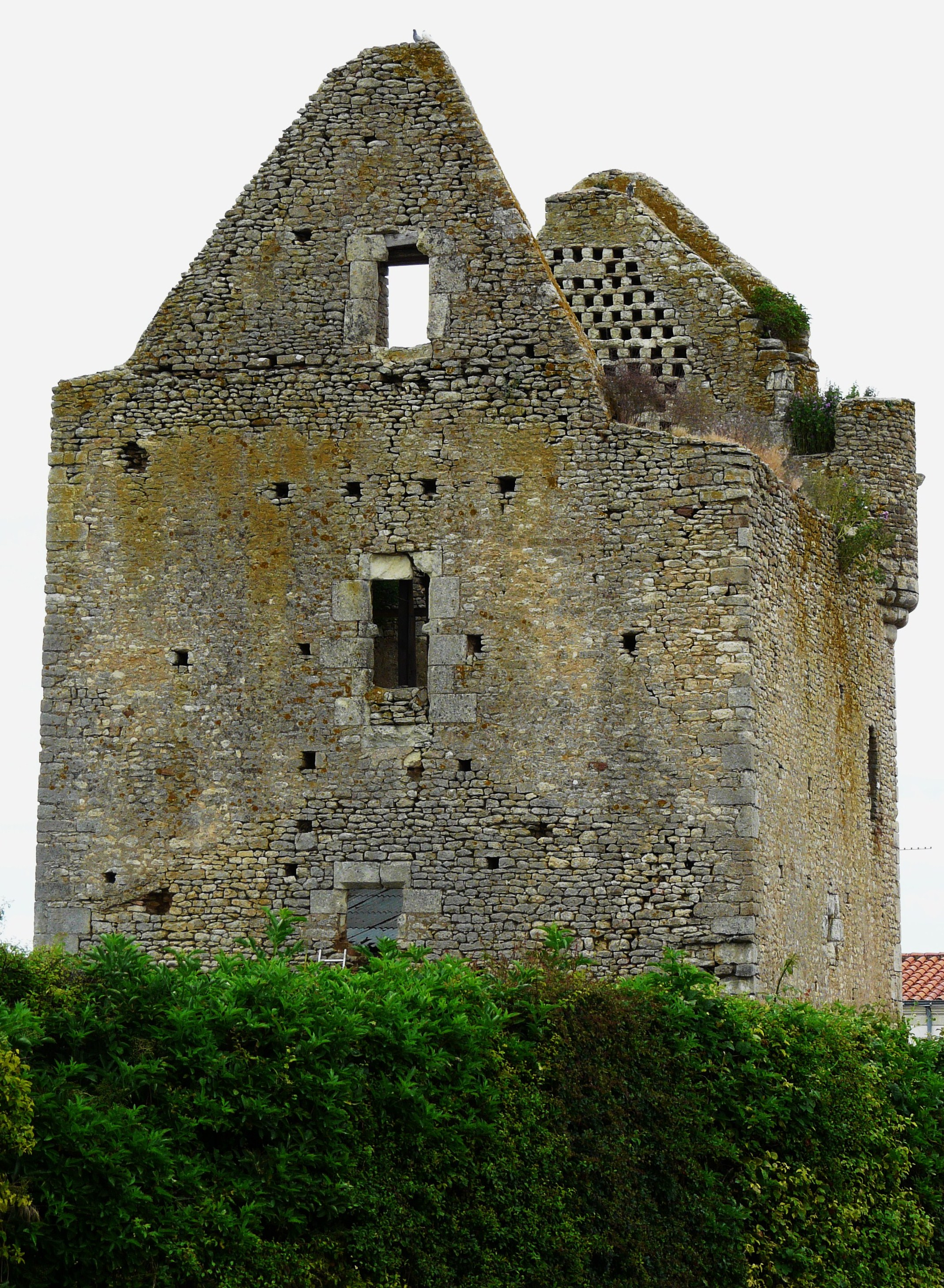
グラン・メゾンと呼ばれる廃墟

- ノワゼ
  - サン・マルタン・レ・バイヤルジョー教会 - 10世紀から11世紀。フランス歴史文化財[6]。町の最初の家から500m離れており、他から孤立して立つ。
  - ドルメン - フランス歴史文化財[7]。

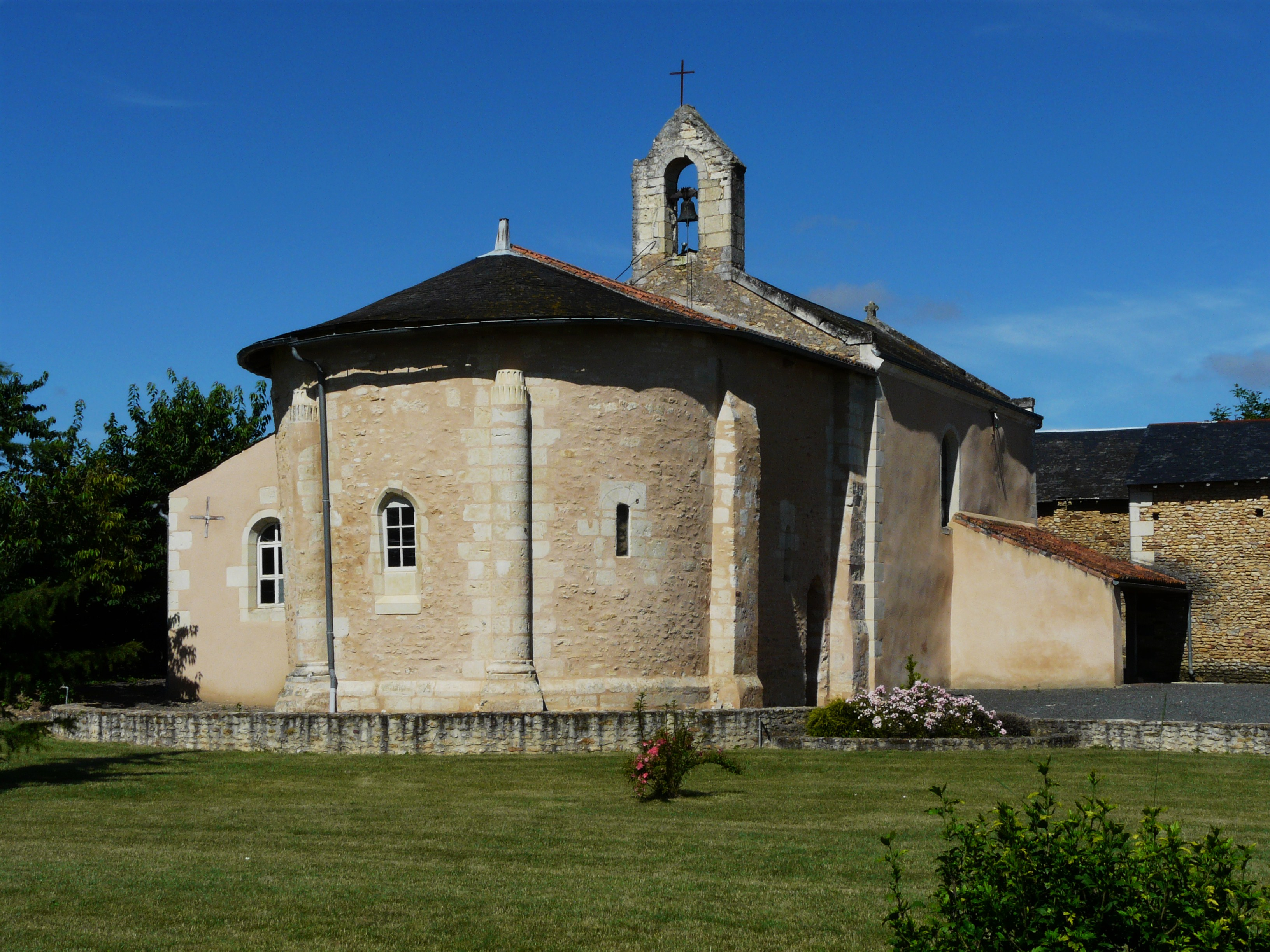
サント・ラドゴンド教会
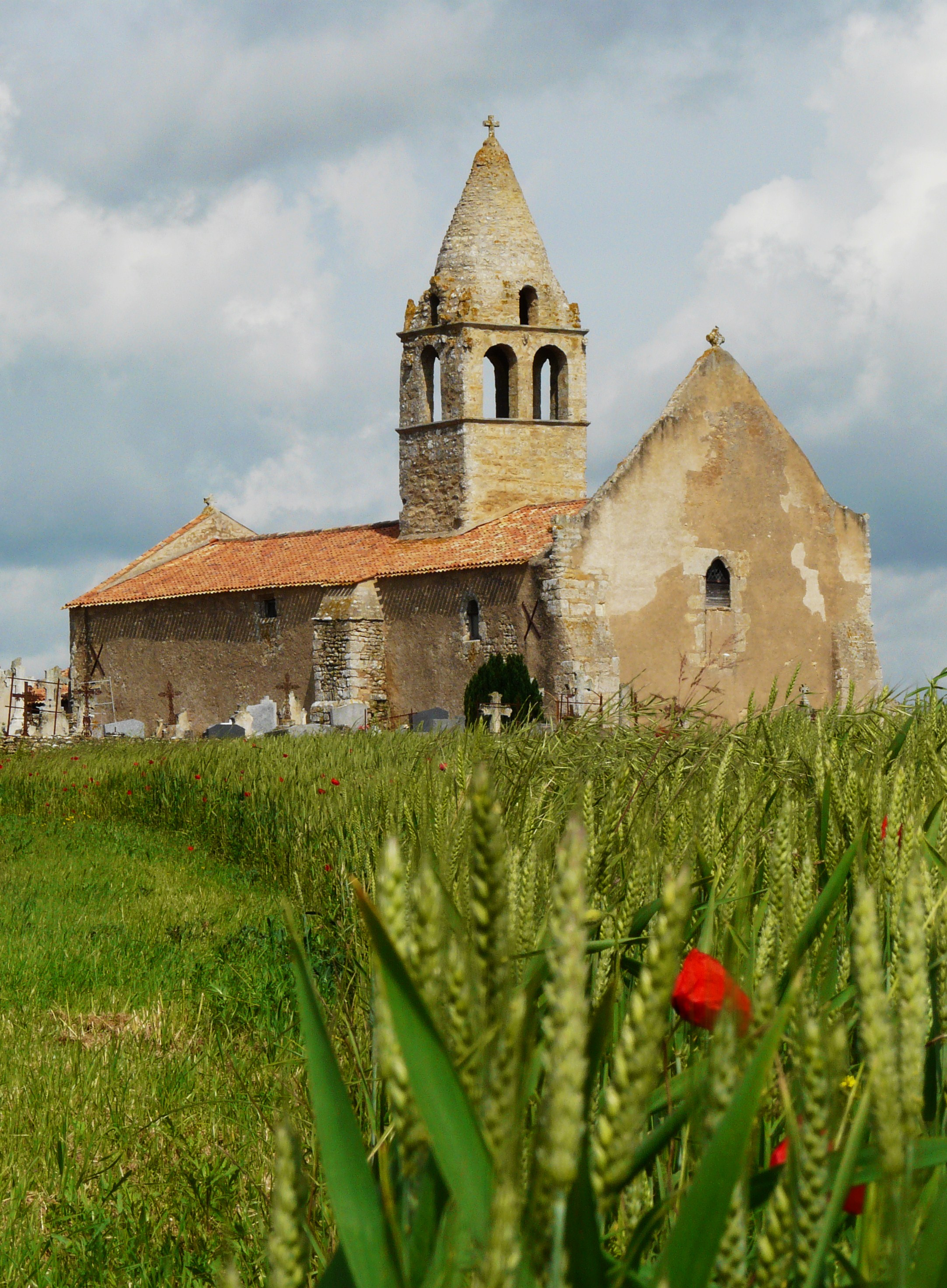
サン・マルタン・レ・バイヤルジョー教会
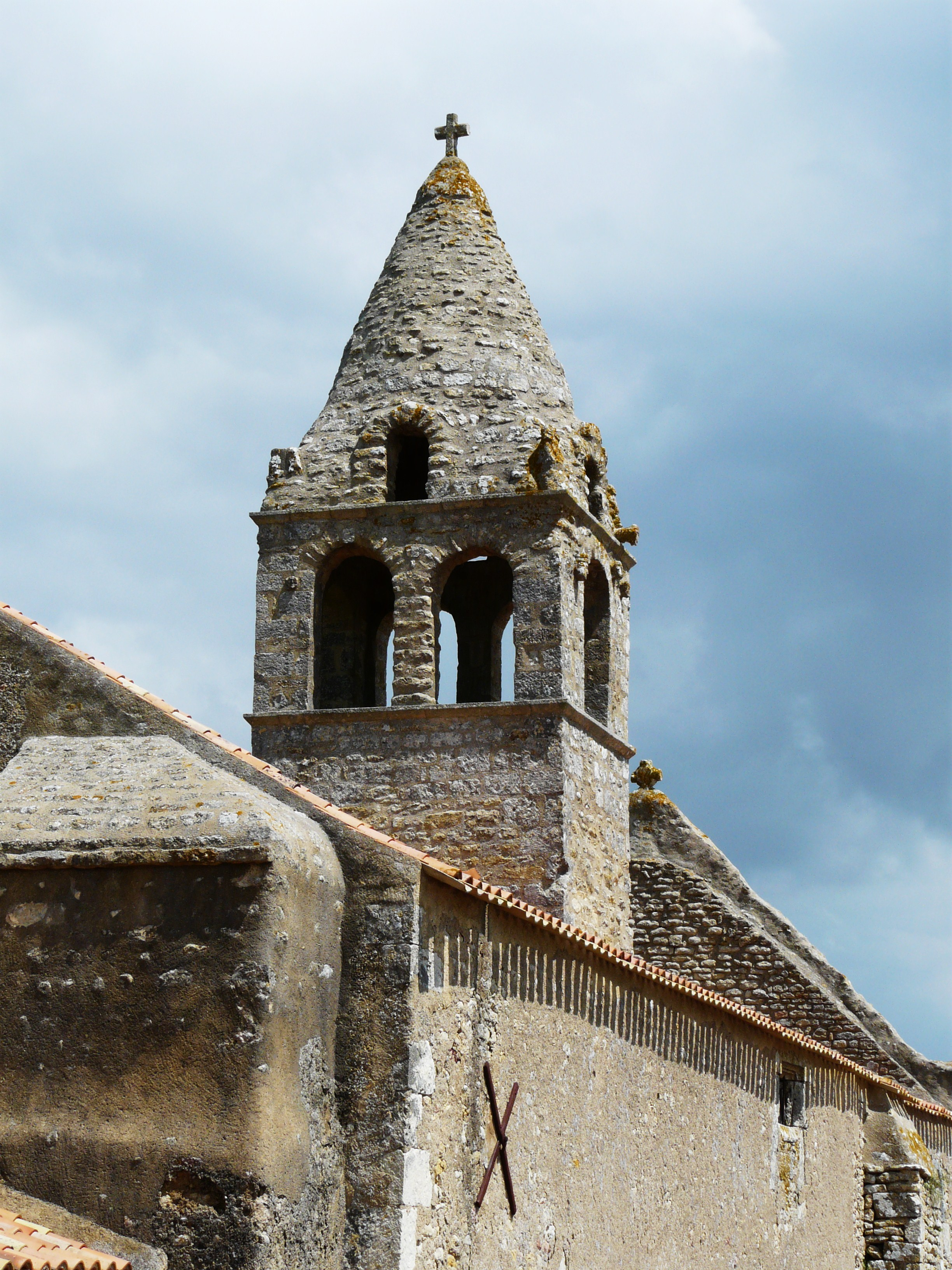
鐘楼
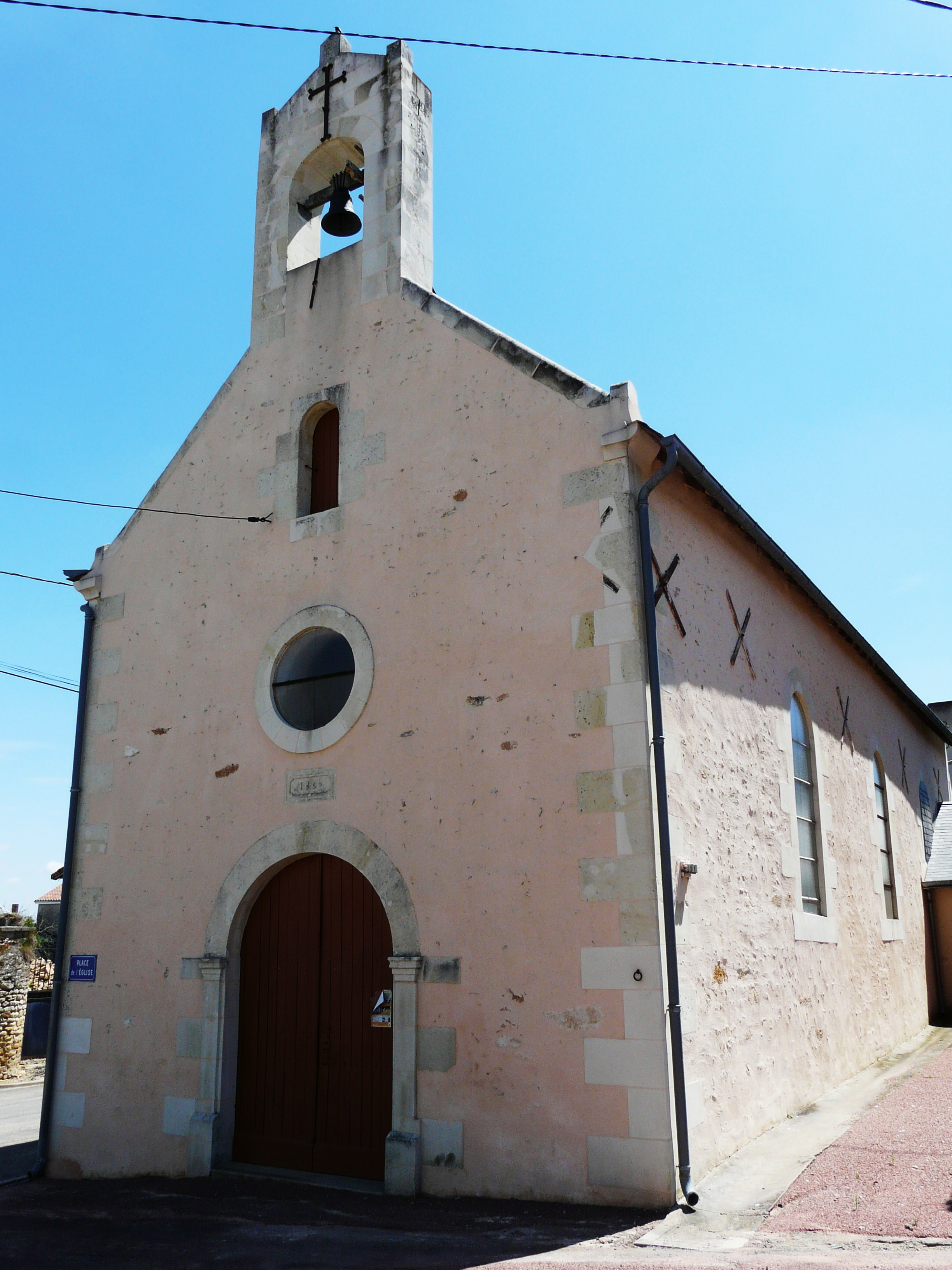
ノワゼ中心部の教会